# Schombavola
× Schombavola, (abreviado Smbv) en el comercio, es un híbrido intergenérico entre los géneros de orquídeas Brassavola x Schomburgkia. Fue publicado en Orchid Rev.